# Морери, Луи
Луи́ Морери́ (фр. Louis Moréri, 25 марта 1643, Баржемон, Вар — 10 июля 1680, Париж) — французский энциклопедист.

## Биография и творчество
Его дед, уроженец Дижона Жозеф Шатране (фр. Chatranet) взял фамилию Морери по названию селения, хозяином которого он стал, вступив в брак. Луи Морери учился в иезуитском коллеже в Экс-ан-Прованс, принял священство и служил в Лионе. Прославился составленным им на латинском языке  «Большим историческим словарем» («Большой исторический словарь, или Занимательная смесь священной и светской истории»), опубликованным в Лионе в 1674 году. Это однотомное издание было после смерти Морери значительно расширено и в таком виде переведено на английский, немецкий, итальянский, голландский и испанский языки, став предметом широкого по тем временам читательского интереса. До 1759 года, когда «Словарь» насчитывал уже 10 томов, он был опубликован не менее чем двадцатью различными изданиями. Морери скончался от туберкулёза.

## Значение
«Словарь» Морери дал толчок множеству аналогичных энциклопедических изданий в разных странах, причём изданий, составленных на национальных языках, а не на латыни. Известный «Исторический и критический словарь» Пьера Бейля (1696) был создан с учетом словаря Морери и в полемике с ним.